# Madière
Pour l’article ayant un titre homophone, voir Madières.
Madière est une commune française, située dans le nord du département de l'Ariège en région Occitanie. Sur le plan historique et culturel, la commune fait partie du Pédaguès, ancienne appellation remplacée au XXIe siècle par la dénomination géographique de Terrefort ariégeois, constitué des terreforts de Pamiers et de Saverdun, sur la rive gauche de l'Ariège.
Exposée à un climat océanique altéré, elle est drainée par l'Estrique, le ruisseau de l'Estrique de Madière, le ruisseau du Bayle et par divers autres petits cours d'eau.
Madière est une commune rurale qui compte 272 habitants en 2022, après avoir connu un pic de population de 613 habitants en 1851. Elle fait partie de l'aire d'attraction de Pamiers. Ses habitants sont appelés les Madiérans ou Madiéranes.

## Géographie

### Localisation
La commune de Madière se trouve dans le département de l'Ariège, en région Occitanie.
Sur le plan historique et culturel, Madière fait partie du Pédaguès, ou Podaguès, ancienne appellation remplacée au XXIe siècle par la dénomination géographique de Terrefort ariégeois, constitué des terreforts de Pamiers et de Saverdun, sur la rive gauche de l'Ariège.
Elle se situe à 17 km à vol d'oiseau de Foix, préfecture du département, et à 8 km de Pamiers, sous-préfecture.
Les communes les plus proches sont : 
Saint-Victor-Rouzaud (3,3 km), Saint-Michel (3,4 km), Escosse (3,5 km), Monesple (4,1 km), Montégut-Plantaurel (4,7 km), Lescousse (5,3 km), Saint-Bauzeil (5,7 km), Artix (5,8 km).
| Artigat  | Saint-Michel        | Escosse              |
| Pailhès  | Madière             | Pamiers              |
| Monesple | Montégut-Plantaurel | Saint-Victor-Rouzaud |

### Superficie et relief
La superficie cadastrale de la commune publiée par l’Insee, qui sert de références dans toutes les statistiques, est de 10,28 km2,. La superficie géographique, issue de la BD Topo, composante du Référentiel à grande échelle produit par l'IGN, est quant à elle de 10,43 km2.  L'altitude du territoire varie entre 290 m et 470 m.

### Géologie
La commune est située dans le Bassin aquitain, le deuxième plus grand bassin sédimentaire de la France après le Bassin parisien, certaines parties étant recouvertes par des formations superficielles. Les terrains affleurants sur le territoire communal sont constitués de roches sédimentaires datant du Cénozoïque, l'ère géologique la plus récente sur l'échelle des temps géologiques, débutant il y a 66 millions d'années. La structure détaillée des couches affleurantes est décrite dans la feuille « n°1057 - Pamiers » de la carte géologique harmonisée au 1/50 000ème du département de l'Ariège, et sa notice associée.

### Hydrographie

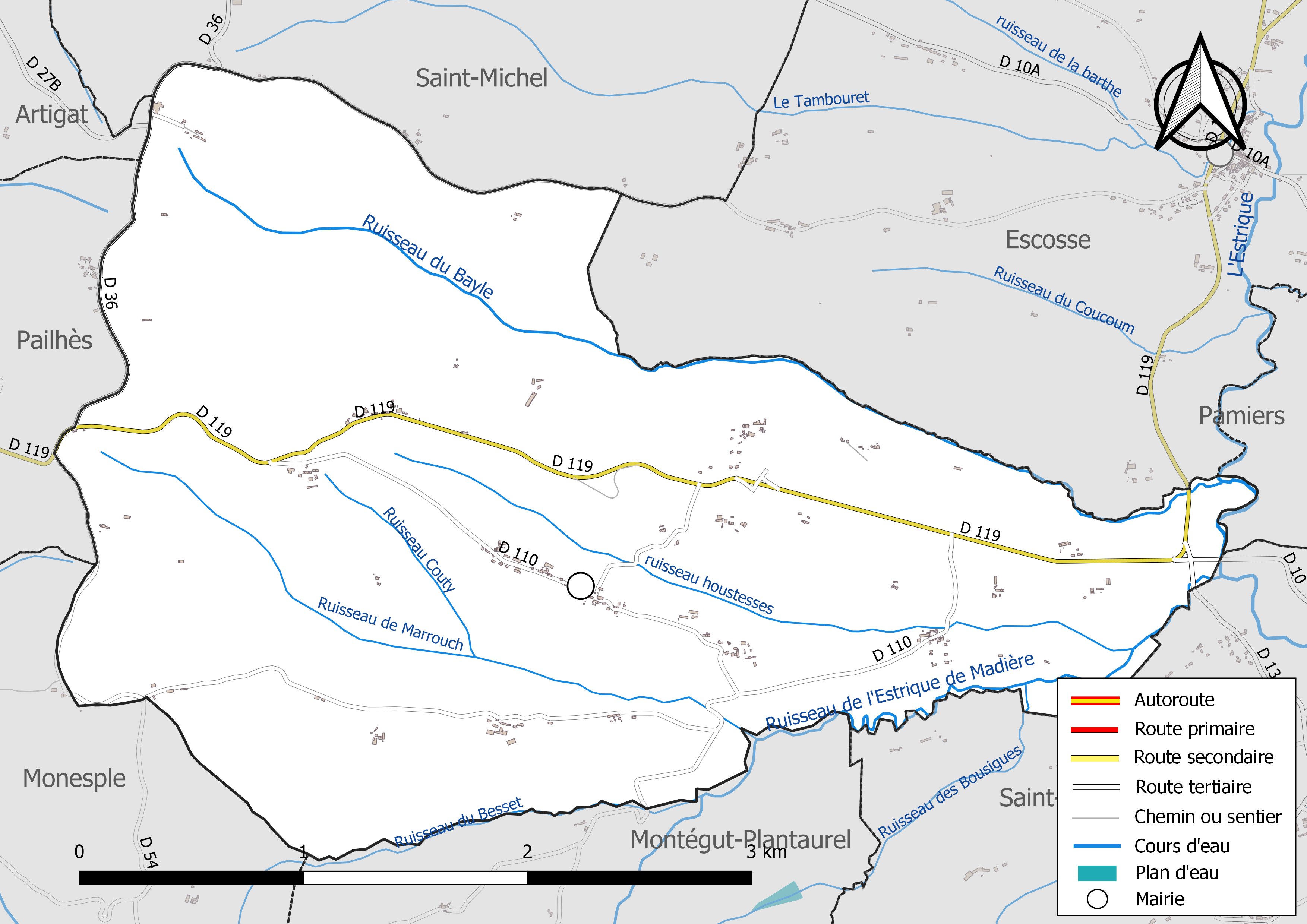
Réseaux hydrographique et routier de Madière.

La commune est dans le bassin versant de la Garonne, au sein du bassin hydrographique Adour-Garonne. Elle est drainée par l'Estrique, le ruisseau de l'Estrique de Madière, le ruisseau du Bayle, le ruisseau Couty, le ruisseau de Marrouch, le ruisseau des Bousigues, le ruisseau du Besset et le ruisseau houstesses, constituant un réseau hydrographique de 15 km de longueur totale,.
L'Estrique, d'une longueur totale de 16,5 km, prend sa source dans la commune de Saint-Victor-Rouzaud et s'écoule du sud vers le nord. Il traverse la commune et se jette dans l'Ariège à Bézac, après avoir traversé 5 communes.

### Climat
Pour des articles plus généraux, voir Climat de l'Occitanie et Climat de l'Ariège.
En 2010, le climat de la commune est de type climat océanique altéré, selon une étude s'appuyant sur une série de données couvrant la période 1971-2000. En 2020, Météo-France publie une typologie des climats de la France métropolitaine dans laquelle la commune est exposée à un climat de montagne et est dans la région climatique Pyrénées centrales, caractérisée par une pluviométrie annuelle de 1 000 à 1 200 mm.
Pour la période 1971-2000, la température annuelle moyenne est de 12,5 °C, avec une amplitude thermique annuelle de 15,4 °C. Le cumul annuel moyen de précipitations est de 860 mm, avec 9,7 jours de précipitations en janvier et 6,3 jours en juillet. Pour la période 1991-2020, la température moyenne annuelle observée sur la station météorologique la plus proche, située sur la commune de La Bastide-de-Sérou à 13 km à vol d'oiseau, est de 11,9 °C et le cumul annuel moyen de précipitations est de 1 091,0 mm,. Pour l'avenir, les paramètres climatiques de la commune estimés pour 2050 selon différents scénarios d'émission de gaz à effet de serre sont consultables sur un site dédié publié par Météo-France en novembre 2022.

### Milieux naturels et biodiversité
Aucun espace naturel présentant un intérêt patrimonial n'est recensé sur la commune dans l'inventaire national du patrimoine naturel,,.

## Urbanisme

### Typologie
Au 1er janvier 2024, Madière est catégorisée commune rurale à habitat très dispersé, selon la nouvelle grille communale de densité à 7 niveaux définie par l'Insee en 2022.
Elle est située hors unité urbaine. Par ailleurs la commune fait partie de l'aire d'attraction de Pamiers, dont elle est une commune de la couronne,. Cette aire, qui regroupe 52 communes, est catégorisée dans les aires de moins de 50 000 habitants,.

### Occupation des sols

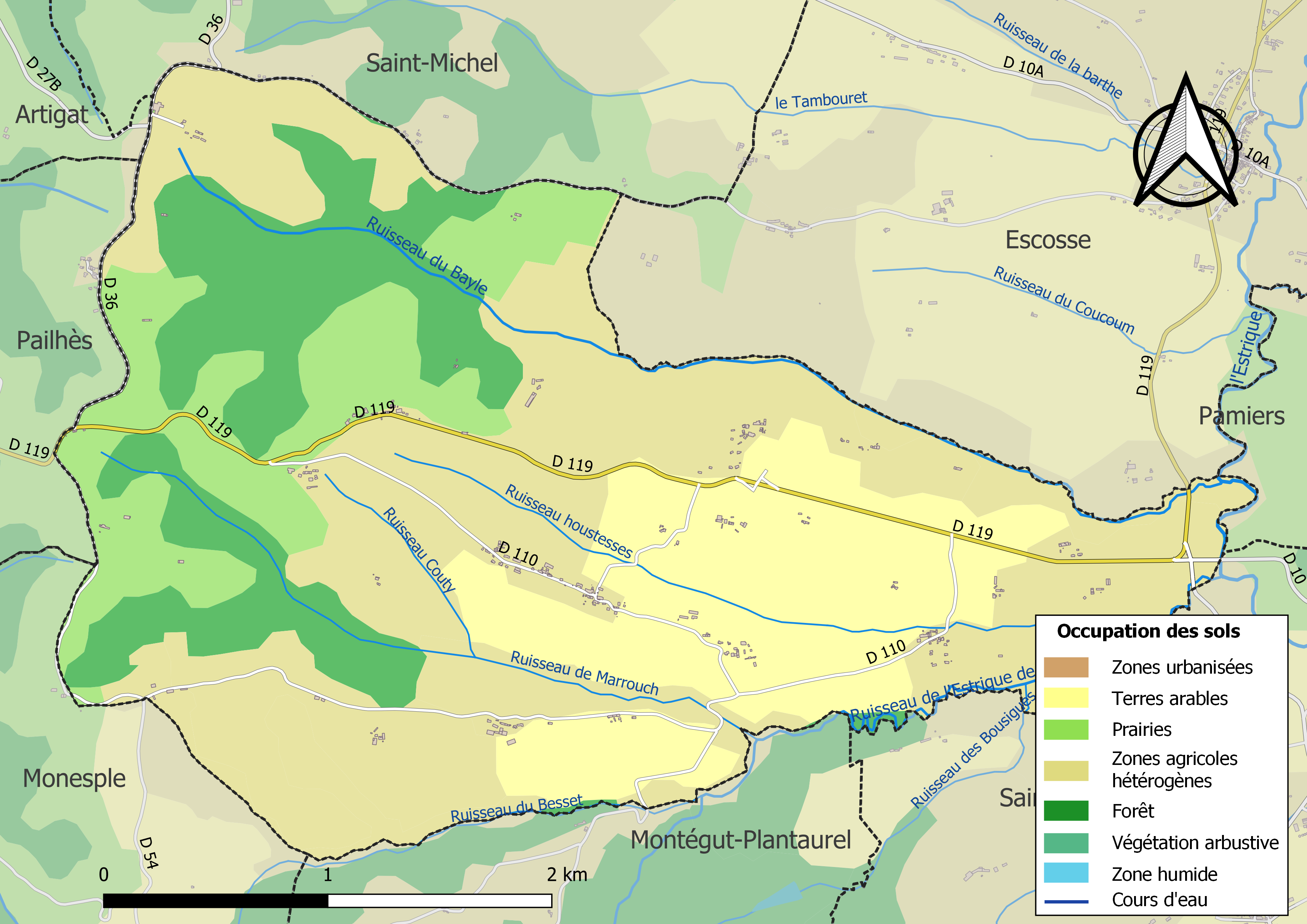
Carte des infrastructures et de l'occupation des sols de la commune en 2018 (CLC).

L'occupation des sols de la commune, telle qu'elle ressort de la base de données européenne d’occupation biophysique des sols Corine Land Cover (CLC), est marquée par l'importance des territoires agricoles (83,1 % en 2018), une proportion identique à celle de 1990 (83,1 %). La répartition détaillée en 2018 est la suivante : 
zones agricoles hétérogènes (47 %), terres arables (22 %), forêts (16,9 %), prairies (14,1 %). L'évolution de l’occupation des sols de la commune et de ses infrastructures peut être observée sur les différentes représentations cartographiques du territoire : la carte de Cassini (XVIIIe siècle), la carte d'état-major (1820-1866) et les cartes ou photos aériennes de l'IGN pour la période actuelle (1950 à aujourd'hui).

### Habitat et logement
En 2018, le nombre total de logements dans la commune était de 117, alors qu'il était de 109 en 2013 et de 99 en 2008.
Parmi ces logements, 81,8 % étaient des résidences principales, 6,4 % des résidences secondaires et 11,8 % des logements vacants. Ces logements étaient pour 95,8 % d'entre eux des maisons individuelles et pour 2,5 % des appartements.
Le tableau ci-dessous présente la typologie des logements à Madière en 2018 en comparaison avec celle de l'Ariège et de la France entière. Une caractéristique marquante du parc de logements est ainsi une proportion de résidences secondaires et logements occasionnels (6,4 %) inférieure à celle du département (24,6 %) mais supérieure à celle de la France entière (9,7 %). Concernant le statut d'occupation de ces logements, 87,3 % des habitants de la commune sont propriétaires de leur logement (81,2 % en 2013), contre 66,3 % pour l'Ariège et 57,5 % pour la France entière.
| Typologie                                               | Madière | Ariège | France entière |
| ------------------------------------------------------- | ------- | ------ | -------------- |
| Résidences principales (en %)                           | 81,8    | 65,7   | 82,1           |
| Résidences secondaires et logements occasionnels (en %) | 6,4     | 24,6   | 9,7            |
| Logements vacants (en %)                                | 11,8    | 9,7    | 8,2            |

### Risques majeurs
Le territoire de la commune de Madière est vulnérable à différents aléas naturels : inondations, climatiques (grand froid ou canicule), mouvements de terrains et séisme (sismicité faible). Il est également exposé à un risque technologique,  le transport de matières dangereuses,.

#### Risques naturels

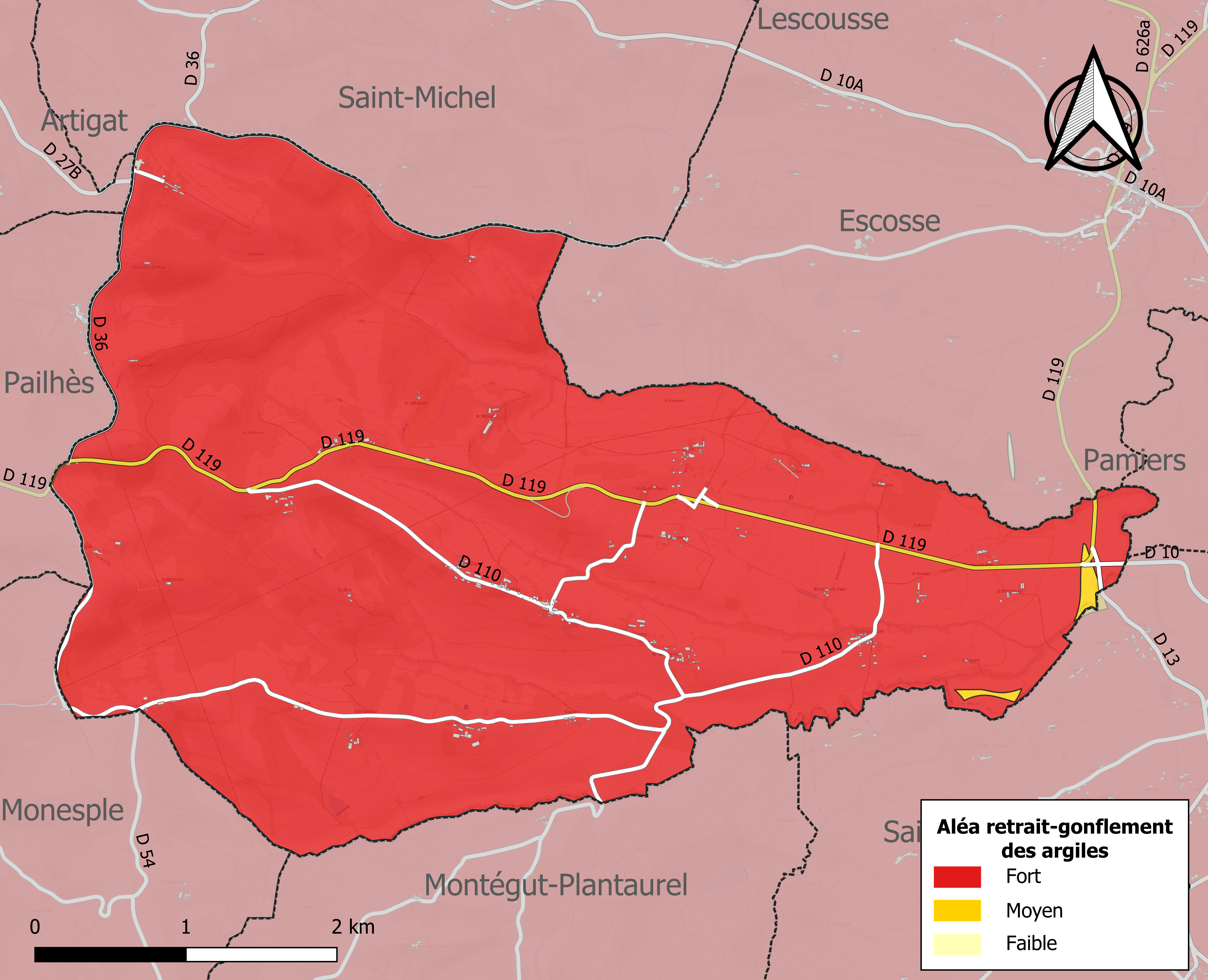
Zonage de l'aléa retrait-gonflement des argiles sur la commune de Madière.

Certaines parties du territoire communal sont susceptibles d’être affectées par le risque d’inondation par débordement, crue torrentielle d'un cours d'eau, ou ruissellement d'un versant.
Les mouvements de terrains susceptibles de se produire sur la commune sont soit des glissements de terrains soit des mouvements liés au retrait-gonflement des argiles. Près de 50 % de la superficie du département est concernée par l'aléa retrait-gonflement des argiles, dont la commune de Madière. L'inventaire national des cavités souterraines permet par ailleurs de localiser celles situées sur la commune.

#### Risques technologiques
Le risque de transport de matières dangereuses par une infrastructure routière ou ferroviaire ou par une canalisation de transport de gaz concerne la commune. Un accident se produisant sur une telle infrastructure est en effet susceptible d’avoir des effets graves au bâti ou aux personnes jusqu’à 350 m, selon la nature du matériau transporté. Des dispositions d’urbanisme peuvent être préconisées en conséquence.

## Toponymie
Selon le dictionnaire étymologique des noms de lieu en France de Dauzat, le nom de Madière viendrait du mot "Villa Materia", du nom de Materius, nom latin d'un homme qui s'appellerait ainsi, sans doute propriétaire de cette villa.

## Histoire
Madière et son église sont mentionnées dès 1215 sous le nom de Madera, faisant partie des possessions de l'abbaye Saint-Antonin de Pamiers. Au XVIe siècle, Madière est mentionnée dans les biens de la famille de Villemur qui a étendu ses possessions sur le Terrefort ariègeois.

## Politique et administration

### Découpage territorial
La commune de Madière est membre de la communauté de communes des Portes d'Ariège Pyrénées, un établissement public de coopération intercommunale (EPCI) à fiscalité propre créé le 5 octobre 2016 dont le siège est à Pamiers. Ce dernier est par ailleurs membre d'autres groupements intercommunaux.
Sur le plan administratif, elle est rattachée à l'arrondissement de Pamiers, au département de l'Ariège, en tant que circonscription administrative de l'État, et à la région Occitanie.
Sur le plan électoral, elle dépend du canton de Pamiers-1 pour l'élection des conseillers départementaux, depuis le redécoupage cantonal de 2014 entré en vigueur en 2015, et de la deuxième circonscription de l'Ariège  pour les élections législatives, depuis le redécoupage électoral de 1986.

### Liste des maires
| Période                                  | Période  | Identité             | Étiquette | Qualité                  |
| ---------------------------------------- | -------- | -------------------- | --------- | ------------------------ |
| 1926                                     | 1959     | Jean-Baptiste Cancel |           |                          |
| 1959                                     | 1965     | Jean Vidal           |           |                          |
| 1965                                     | 1977     | Alphonse Dejean      |           |                          |
| 1977                                     | 2001     | Aimé Léotard         | PS        |                          |
| mars 2001                                | En cours | Jean Dejean          |           | Représentant de commerce |
| Les données manquantes sont à compléter. |          |                      |           |                          |

## Démographie
| 1793 | 1800 | 1806 | 1821 | 1831 | 1836 | 1841 | 1846 | 1851 |
| ---- | ---- | ---- | ---- | ---- | ---- | ---- | ---- | ---- |
| 320  | 294  | 356  | 409  | 405  | 488  | 487  | 608  | 613  |

| 1856 | 1861 | 1866 | 1872 | 1876 | 1881 | 1886 | 1891 | 1896 |
| ---- | ---- | ---- | ---- | ---- | ---- | ---- | ---- | ---- |
| 591  | 588  | 572  | 555  | 527  | 508  | 506  | 480  | 509  |

| 1901 | 1906 | 1911 | 1921 | 1926 | 1931 | 1936 | 1946 | 1954 |
| ---- | ---- | ---- | ---- | ---- | ---- | ---- | ---- | ---- |
| 464  | 452  | 441  | 332  | 366  | 332  | 308  | 303  | 260  |

| 1962 | 1968 | 1975 | 1982 | 1990 | 1999 | 2004 | 2006 | 2009 |
| ---- | ---- | ---- | ---- | ---- | ---- | ---- | ---- | ---- |
| 227  | 208  | 170  | 158  | 172  | 184  | 188  | 192  | 209  |

| 2014 | 2019 | 2022 | - | - | - | - | - | - |
| ---- | ---- | ---- | - | - | - | - | - | - |
| 199  | 241  | 272  | - | - | - | - | - | - |

## Économie

### Revenus
En 2018, la commune compte 86 ménages fiscaux, regroupant 205 personnes. La médiane du revenu disponible par unité de consommation est de 18 600 € (19 820 € dans le département).

### Emploi
| Division       | 2008  | 2013   | 2018   |
| -------------- | ----- | ------ | ------ |
| Commune        | 4 %   | 12,1 % | 9,1 %  |
| Département    | 8,9 % | 11,1 % | 11,2 % |
| France entière | 8,3 % | 10 %   | 10 %   |

En 2018, la population âgée de 15 à 64 ans s'élève à 144 personnes, parmi lesquelles on compte 79,9 % d'actifs (70,8 % ayant un emploi et 9,1 % de chômeurs) et 20,1 % d'inactifs,. Depuis 2008, le taux de chômage communal (au sens du recensement) des 15-64 ans est inférieur à celui de la France et du département.
La commune fait partie de la couronne de l'aire d'attraction de Pamiers, du fait qu'au moins 15 % des actifs travaillent dans le pôle,. Elle compte 28 emplois en 2018, contre 21 en 2013 et 19 en 2008. Le nombre d'actifs ayant un emploi résidant dans la commune est de 105, soit un indicateur de concentration d'emploi de 27 % et un taux d'activité parmi les 15 ans ou plus de 65,6 %.
Sur ces 105 actifs de 15 ans ou plus ayant un emploi, 25 travaillent dans la commune, soit 24 % des habitants. Pour se rendre au travail, 85,7 % des habitants utilisent un véhicule personnel ou de fonction à quatre roues, 3,6 % les transports en commun, 0,9 % s'y rendent en deux-roues, à vélo ou à pied et 9,8 % n'ont pas besoin de transport (travail au domicile).

### Activités hors agriculture
23 établissements sont implantés  à Madière au 31 décembre 2019. Le tableau ci-dessous en détaille le nombre par secteur d'activité et compare les ratios avec ceux du département,.
Le secteur de l'industrie manufacturière, des industries extractives et autres est prépondérant sur la commune puisqu'il représente 34,8 % du nombre total d'établissements de la commune (8 sur les 23 entreprises implantées  à Madière), contre 12,9 % au niveau départemental.

### Agriculture
La commune fait partie de la petite région agricole dénommée « Coteaux de l'Ariège ». En 2010, l'orientation technico-économique de l'agriculture  sur la commune est l'élevage de bovins, lait, élevage et viande combinés.
|                                   | 1988 | 2000 | 2010 |
| --------------------------------- | ---- | ---- | ---- |
| Exploitations                     | 28   | 14   | 15   |
| Superficie agricole utilisée (ha) | 601  | 562  | 729  |

Le nombre d'exploitations agricoles en activité et ayant leur siège dans la commune est passé de 28 lors du recensement agricole de 1988 à 14 en 2000 puis à 15 en 2010, soit une baisse de 46 % en 22 ans. Le même mouvement est observé à l'échelle du département qui a perdu pendant cette période 48 % de ses exploitations. La surface agricole utilisée sur la commune a quant à elle augmenté, passant de 601 ha en 1988 à 729 ha en 2010. Parallèlement la surface agricole utilisée moyenne par exploitation a augmenté, passant de 21 à 49 ha.

## Culture locale et patrimoine

### Lieux et monuments
- Église Saint-André. l'édifice date du XVIIe siècle avec un clocher-mur à trois arcades et fortifié avec deux échauguettes. L'église est répertoriée dans la Base Mérimée[47].

### Personnalités liées à la commune
- Jean Delbert (1901-1984), né sur la commune, président de la Fédération française de rugby de 1962 à 1966.

### Héraldique
| Blason de Madière | Blason  | Écartelé : au 1er d'azur au sautoir d'or, au 2e de gueules à la croix occitane d'or, au 3e d'or à quatre pals de gueules, au 4e d'or au pèlerin marchant de carnation, vêtu d'azur, tenant dans sa dextre un bâton crossé de gueules et dans sa senestre un livre d'or. |
| Blason de Madière | Détails | Le statut officiel du blason reste à déterminer. |

## Pour approfondir